# Messier 68
Messier 68 (NGC 4590) is een bolvormige sterrenhoop in het sterrenbeeld Waterslang (Hydra). Hij werd in 1780 ontdekt door Charles Messier en vervolgens door hem opgenomen in zijn catalogus van komeetachtige objecten als nummer 68.
Messier 68 heeft een schijnbare diameter van 11 boogminuten en ligt op een afstand van zo'n 33 300 lichtjaar van de Aarde. De werkelijke diameter van de bolhoop bedraagt 106 lichtjaar.
Net als vele andere bolvormige sterrenhopen kent Messier 68 een aantal veranderlijke sterren. Hiervan zijn er tot nu toe 42 ontdekt waarvan 27 van het type RR Lyrae zijn. De helderste individuele ster in Messier 68 heeft een magnitude van +12,6. Opmerkelijk genoeg bevindt M68 zich bijna tegenover het centrum van het melkwegstelsel aan de nachtelijke hemel. De meeste bolhopen concentreren zich in het gebied rond dit centrum.
Voor amateur waarnemers op het noordelijk halfrond (zoals Nederland en België) is deze bolhoop moeilijk waar te nemen. Op meer zuidelijk gelegen streken is M68 echter een goed op te lossen bolvormige sterrenhoop. Vanuit de Benelux gezien klimt Messier 68 tot 12 graden boven de zuidelijke horizon.